# Чиппендейлс

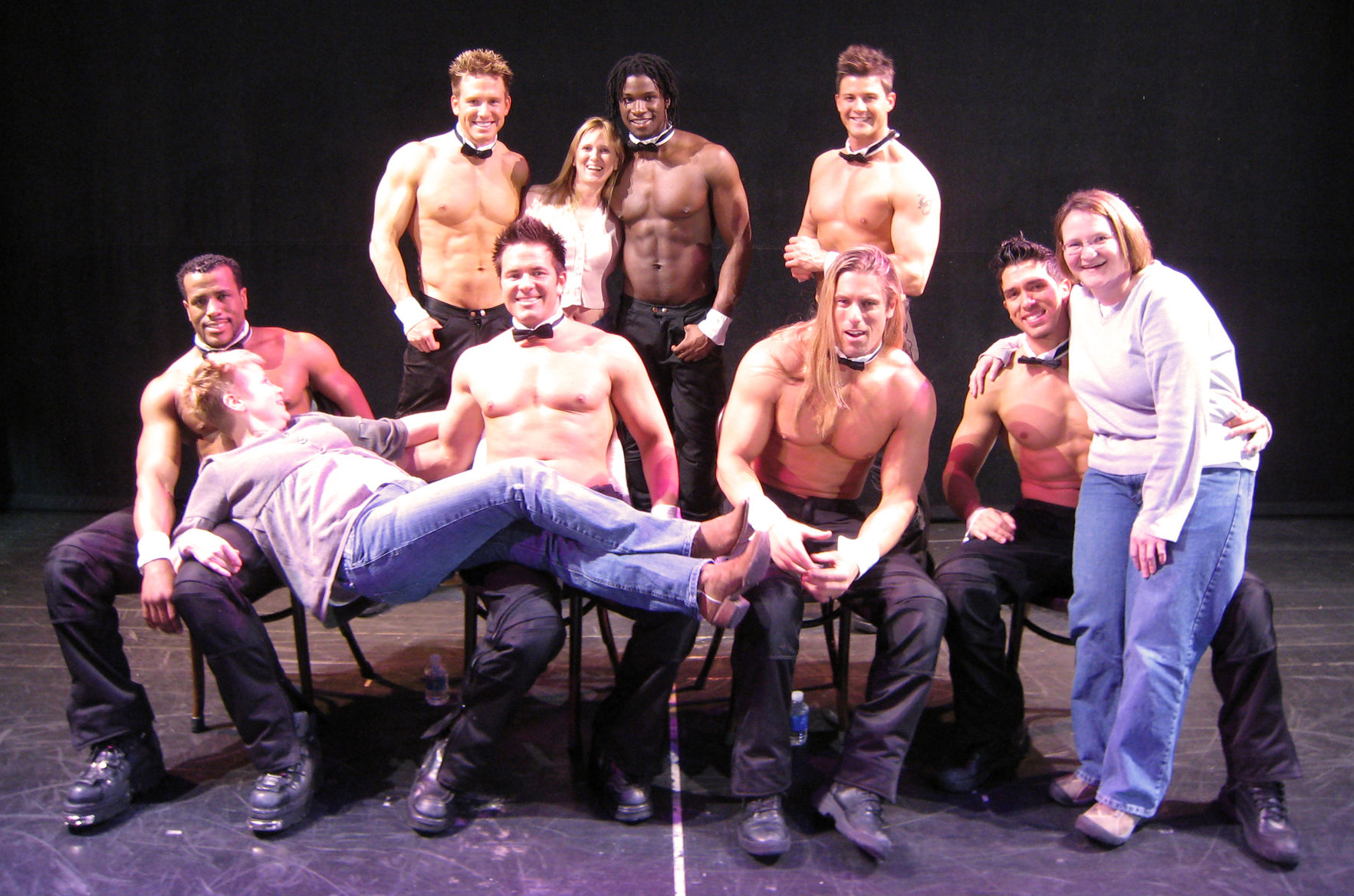
Труппа позирует со зрительницами

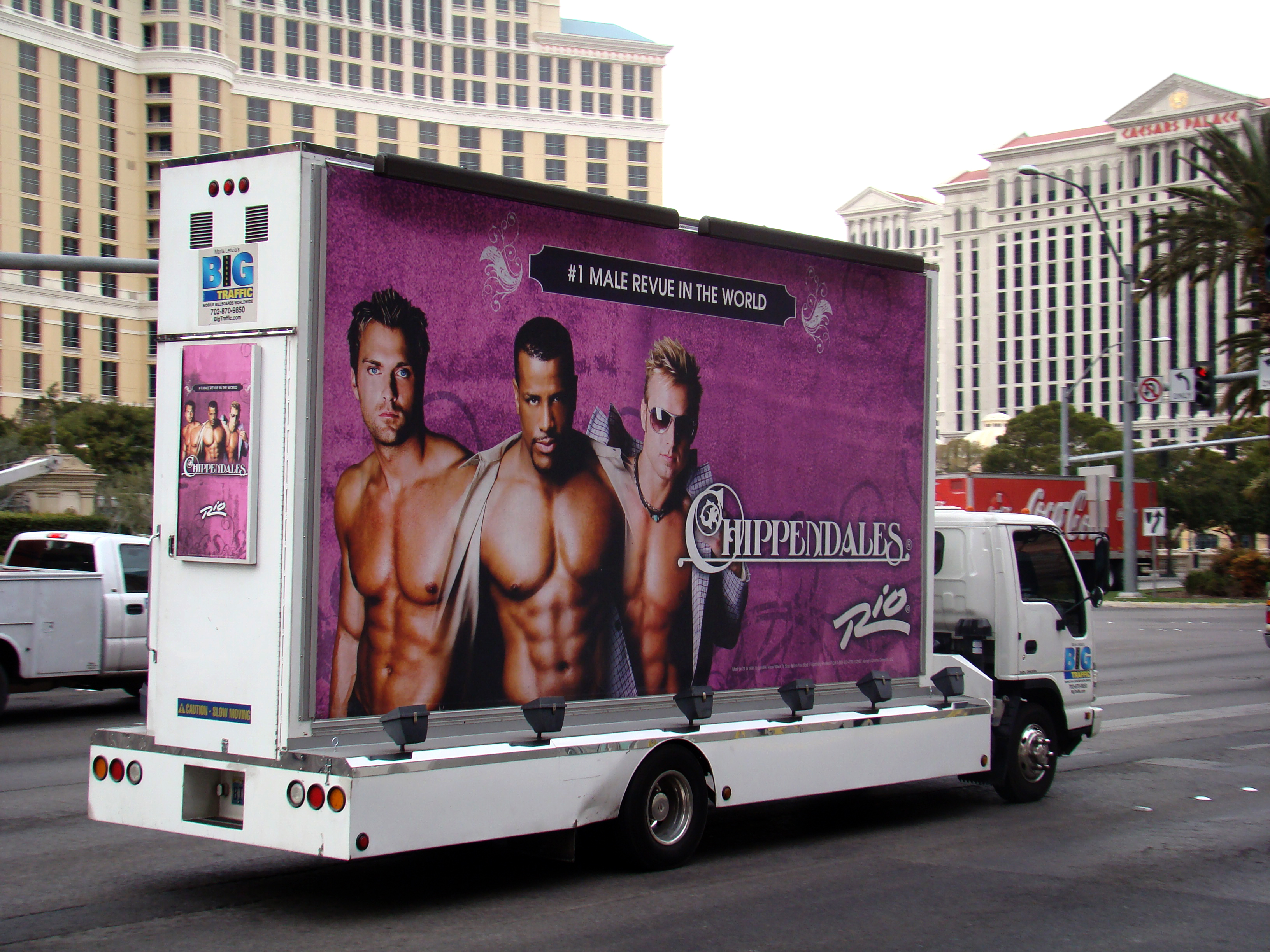
Реклама Чиппендейлс

Chippendales — гастролирующая танцевальная труппа, наиболее известная своими мужскими стриптиз-выступлениями и характерным костюмом танцоров, состоящим из галстука-бабочки, воротника и манжет рубашки, которые носят на голом торсе.
Основанная в 1979 году, Chippendales была первой мужской стриптиз-группой, выступавшей в основном для женской аудитории. Благодаря качеству постановки и хореографии, «Чиппендейлс» также помог узаконить стриптиз, как форму популярного развлечения.
Группа проводит бурлеск-шоу в бродвейском стиле по всему миру и лицензирует свою интеллектуальную собственность для избранных потребительских товаров, от одежды и аксессуаров до игровых автоматов и видеоигр. Чиппендейлы выступают в театре и лаундже стоимостью десять миллионов долларов, построенном специально для них в отеле Rio All Suite Hotel and Casino в Лас-Вегасе. Ежегодно мужчин Чиппендейлов видят почти два миллиона человек по всему миру, они выступают более чем в 25 городах США, 23 городах Центральной и Южной Америки, 60 городах Европы, четырёх странах Азии и восьми городах Южной Африки.

## История
Компания Chippendales была основана уроженцем Индии Соменом «Стивом» Банерджи. В 1975 году Он купил разоряющийся бар в Западном Лос-Анджелесе под названием Destiny II. В 1979 году Банерджи переименовал бар в «Чиппендейлс» и начал проводить вечера экзотических танцев для женщин, которые стали главным хитом.
Банарджи открыл клубы в Нью-Йорке, Далласе и Денвере, три гастрольных труппы гастролировали по США и Европе.
Вскоре появились аналогичные ночные клубы. Банерджи беспокоился о конкуренции и попытался сжечь как минимум три из них.
В 1987 году Банерджи нанял своего близкого соратника Рэя Колона для убийства своего делового партнёра Ника Де Ноя. Позже Колон нанял Гилберта Риверу Лопеса для исполнения хита на De Noia. Он также планировал убить двух других бывших партнёров. Банерджи был арестован в 1993 году за убийство по найму, рэкет и попытку поджога, за что был приговорен к 26 годам заключения после признания вины. Через год он повесился в своей камере.
В 2020 году труппа превратила свое шоу в видеоролики с тренировками в качестве альтернативной формы развлечения/упражнений для людей, находящихся в изоляции и карантине из-за пандемии COVID-19.

## Правовые вопросы
Компания продолжает бороться с подобными мужскими жалобами в судах. В 1980 году Chippendales успешно зарегистрировала свою униформу «Манжеты и воротник» в качестве товарного знака в 2003 году после соглашения между Хью Хефнером и Нахином, которое было заключено при посредничестве модели Playboy Дороти Страттен. Однако, поскольку эта регистрация была основана на «приобретенной различительной способности», компания «Чиппендейлс» подала последующую заявку на тот же знак, стремясь добиться признания знака в качестве различительного. Совет по рассмотрению апелляций в отношении товарных знаков подтвердил решение эксперта о том, что знак не является отличительным, при этом один член комиссии не согласился. Апелляционный совет по товарным знакам отметил, что его решение никоим образом не умаляет прав, вытекающих из регистрации в 2003 г.: «Тем не менее, тот факт, что заявитель уже владеет неоспоримой регистрацией товарного знака, должен служить немалым утешением, несмотря на наше решение».
1 октября 2010 г. Апелляционный суд США по федеральному округу подтвердил решение Совета по рассмотрению апелляций в отношении товарных знаков. Ничто в этом решении не повлияло на регистрации 2003 года. Одной из причин, по которым решение было оставлено в силе, были показания собственного эксперта Чиппендейлса, который признал, что костюмы танцоров-мужчин были «вдохновлены» одеждой Playboy Bunny, у которой также есть галстук-бабочка и манжеты рубашки. В апреле 2011 года полиция Сент-Джозефа, штат Миссури, закрыла шоу группы самозванцев из Чиппендейла, утверждая, что оно нарушало законы штата Миссури о развлечениях для взрослых.

## Известные танцоры и ведущие
В ноябре 2010 года бывшая невеста холостяка Вена Жирарди устроила Чиппендейлам «Ultimate Girls Night Out». Карина Смирнофф из «Танцев со звёздами» вела в следующем месяце. Гость Ронни Магро из Jersey Shore провел мероприятие в феврале 2011 года. Сообщалось, что Джефф Тиммонс будет выступать с группой всё лето. В 2012 году Джоуи Лоуренс была танцовщицей на специальном мероприятии в июне в отеле и казино Rio All Suite в Лас-Вегасе. Среди бывших танцоров с момента создания хореографического шоу Chippendales 1980-х годов Майкл Рэпп, Джон Бернард Ричардсон, Дин Маммалес, Скотт Марлоу и Джонатан Хэган.

## В популярной культуре
В 1990 году в скетче Saturday Night Live Chippendales Audition приглашённый ведущий Патрик Суэйзи и Крис Фарли участвовали в прослушивании, чтобы стать танцорами Chippendales.
В английском комедийном фильме 1997 года "Полный Монти " план персонажей по созданию стриптиз-группы вдохновлен Чиппендейлами.
Фильмы и телесериалы, основанные на реальной истории Чиппендейлса и его основателя Сомена Банерджи, включают телефильм 2000 года «Убийство Чиппендейлса» режиссера Эрика Бросса ; фильм 2001 года, снятый прямо на видео Just Can’t Get Enough, и мини-сериал Hulu 2022 года "Добро пожаловать в Чиппендейлс". Другие, кто пытался снять фильм об истории Чиппендейлса, включают Тони Скотта в 2009 году, продюсера Алана Болла в 2014 году, Салмана Хана в 2016 году и Крейга Гиллеспи в 2017 году в фильме, в котором снялся бы Дев Патель.
Настоящая история Чиппендейлов также была предметом нескольких эпизодов сериала о настоящих преступлениях, а также четырехсерийного документального сериала Amazon Prime и Discovery + 2021 года «Проклятие Чиппендейлов», написанного и снятого Джесси Вайлом.